# 戀愛的印記
《戀愛的印記》（コイノシルシ）是只有神知道隊單曲。於2010年12月8日由Geneon Universal Entertainment發售的單曲。

## 解說
- 全8週連續發行的第6彈。
- 主題曲《戀愛的印記》是電視動畫《只有神知道的世界》使用的片尾曲。
- 歌曲由該動畫的女主角伊藤加奈惠、竹達彩奈、悠木碧、東山奈央、花澤香菜担当。
- B面是用作品中攻略的對象連同角色featuring版本。

## 收錄曲
1. コイノシルシ [4:17]
歌：神のみぞ知り隊
作詞：漆野淳哉、作曲：須田悦弘、編曲：前口渉
2. コイノシルシ feat. 高原步美 [4:17]
歌：高原歩美 starring 竹達彩奈
作詞：漆野淳哉、作曲：須田悦弘、編曲：前口渉
3. コイノシルシ feat. 青山美生 [4:17]
歌：青山美生 starring 悠木碧
作詞：漆野淳哉、作曲：須田悦弘、編曲：前口渉
4. コイノシルシ feat. 中川花音 [4:17]
歌：中川かのん starring 東山奈央
作詞：漆野淳哉、作曲：須田悦弘、編曲：前口渉
5. コイノシルシ feat. 汐宮栞 [4:17]
歌：汐宮栞 starring 花澤香菜
作詞：漆野淳哉、作曲：須田悦弘、編曲：前口渉
6. コイノシルシ（Instrumental)

## 外部連結
- コイノシルシ